# Acalypha argomuelleri
Acalypha argomuelleri là một loài thực vật có hoa trong họ Đại kích. Loài này được Briq. mô tả khoa học đầu tiên năm 1900.